# Aérodrome d'Anatom
Aérodrome d'Aneityum
L'aérodrome d' Anatom est une piste d'atterrissage desservant l'île d'Anatom, au Vanuatu, code IATA : AUY • code OACI : NVVA. 

## Situation
| Gaua Santo-Pekoa Port-Vila Anatom Aniwa Craig Cove Dillon's Bay Futuna Ipota Lamen Bay Longana Lonorore Maewo-Naone Malekoula Mota Lava Norsup Olpoi Paama Palikulo Bay Port Havannah Redcliffe Sara Siwo South West Bay Tongoa Torres Ulei Valesdir Vanua Lava Walaha Whitegrass |

## Compagnies aériennes et destinations
| Compagnies  | Destinations          |
| ----------- | --------------------- |
| Air Vanuatu | Tanna-Whitegrass (en) |

Édité le 07/04/2021